# Хатто, Джойс
Джойс Хатто (англ. Joyce Hatto; 5 сентября 1928, Лондон — 29 июня 2006) — британская пианистка, известная, главным образом, благодаря записям других пианистов, распространявшимся под её именем.

## Биография
Многое в биографии Хатто известно преимущественно с её слов и после разоблачения поставлено под сомнение. Утверждалось, что её учителем был русский пианист-эмигрант Серж Криш, а в дальнейшем Хатто отказалась от систематического образования в Королевской академии музыки, но консультировалась в разное время со звёздами мировой пианистической сцены, включая Альфреда Корто, Николая Метнера и Святослава Рихтера. Концертировала с конца 1940-х гг., дебютировала в Лондоне в 1952 г., оставила ряд записей, из которых наибольшее признание критики встретили Симфонические вариации Арнольда Бакса (1970, с Гилдфордским филармоническим оркестром под управлением Вернона Хэндли); другие записи Хатто получили сдержанную или негативную оценку. В 1976 г. оставила сцену — как утверждалось впоследствии, из-за диагностированного рака, от которого она в итоге и умерла (впрочем, лечащий врач Хатто заявил, что диагноз был впервые поставлен пианистке лишь в начале 1990-х гг.).

## Фальсификация
В 1990-е годы муж Хатто, деятель звукозаписывающей индустрии Уильям Баррингтон-Куп, и прежде известный (об этом вспоминал, например, Тед Перри) распространением записей сомнительного происхождения, начал распространять сперва аудиокассеты, а затем и диски с записями своей жены, будто бы сделанными в домашней студии. В конце 2002 г. эти записи привлекли внимание меломанов в Интернете, затем проявили свой интерес и специалисты, многие из которых не скупились на восторженные отзывы — вплоть до заявления критика «Boston Globe» о «величайшей ныне живущей пианистке, о которой прежде никто не слышал». В общей сложности было выпущено более 100 CD — как сольные записи Хатто, так и записи с оркестром, приписанные некоему Национальному симфоническому филармоническому оркестру под управлением некоего Рене Кёлера. Творческий диапазон Хатто, согласно этим записям, носил исключительный характер, простираясь от Баха и Скарлатти до Оливье Мессиана и включая ряд произведений предельной виртуозности, особенно Ференца Листа и Леопольда Годовского.
В начале 2006 года в Интернете начали циркулировать слухи о сомнительности записей Хатто. В июле 2006 г., сразу после смерти Хатто, музыкальный критики Джереми Николас, один из пропагандистов её творчества, печатно обратился ко всем желающим с предложением представить доказательства их сомнений, достаточно весомые для судебного разбирательства, однако ответа не получил. И лишь в феврале 2007 года американский любитель музыки Брайан Вентура приобрёл запись «Трансцендентальных этюдов» Ференца Листа в исполнении Хатто и воспользовался для их прослушивания медиаплеером iTunes, автоматически определившим запись как выпущенную пианистом Ласло Шимоном на звукозаписывающей фирме BIS. Вентура сообщил об этом музыкальному критику Джеду Дистлеру, который подтвердил вывод об идентичности большинства треков записей Хатто и Шимона. 18 февраля сайт Classics Today опубликовал письмо Дистлера с дальнейшими сопоставлениями главного редактора сайта Дэвида Гурвица. На следующий день на сайте Исследовательского центра истории и анализа звукозаписи появилась аналогичная статья с данными компьютерного анализа, иллюстрирующими совпадение записей мазурки Шопена в исполнении Хатто и американского пианиста Юджина Инджича. После первых попыток всё отрицать Баррингтон-Куп сознался в фальсификациях. Американский музыковед Фархан Малик ведёт работу по установлению первоисточников записей Хатто.
По мнению специалистов, история фальсификации записей Хатто ставит перед музыкантами ряд вопросов. Так, выдающийся пианист Альфред Брендель, обозревая историю Хатто для Neue Zürcher Zeitung, отмечает, что те же эксперты, которые без энтузиазма оценивали записи, послужившие источником плагиата, с восторгом писали об этих записях, воспринимая их сквозь призму выдуманной плагиаторами жизненной истории о смертельно больной женщине, создающей шедевры, преодолевая боль, — и заключает: «Потребность верить в чудеса, кажется, не исчезает». А пианист Константин Щербаков подчёркивает:

Почему звукозапись дошла до такого уровня, когда можно издавать чужие записи, и никто не узнает плагиата? Да потому что произошло обезличивание индивидуальности пианиста. Сейчас, даже слушая запись исполнителя с мировым именем, невозможно сразу, по первым звукам определить, кто играет.

## В культуре
История Джойс Хатто легла в основу художественного фильма «Loving Miss Hatto» (2012, Ирландия—Великобритания, режиссёр Эшлин Уолш), сценарий написала Виктория Вуд. На этот сюжет также написаны два романа: «Двойная жизнь Анны Сонг» (фр. La Double vie d'Anna Song; 2009) французской писательницы Минь Тран Хюи и «Двухчастные инвенции» (англ. Two-Part Inventions; 2012) американки Линн Шэрон Шварц.